# Liste des titres musicaux numéro un au Royaume-Uni en 1968
Cette page liste les titres classés no 1 des ventes de disques au Royaume-Uni pour l'année 1968 selon The Official Charts Company.
Les classements hebdomadaires sont issus des UK Singles Chart et UK Albums Chart.

## Classement des singles
| №  | Date         | Artiste                              | Titre                              | Référence |
| -- | ------------ | ------------------------------------ | ---------------------------------- | --------- |
| 1  | 3 janvier    | The Beatles                          | Hello, Goodbye                     |           |
| 2  | 10 janvier   | The Beatles                          | Hello, Goodbye                     |           |
| 3  | 17 janvier   | The Beatles                          | Hello, Goodbye                     |           |
| 4  | 24 janvier   | Georgie Fame                         | The Ballad of Bonnie and Clyde     |           |
| 5  | 31 janvier   | Love Affair                          | Everlasting Love                   |           |
| 6  | 7 février    | Love Affair                          | Everlasting Love                   |           |
| 7  | 14 février   | Manfred Mann                         | The Mighty Quinn                   |           |
| 8  | 21 février   | Manfred Mann                         | The Mighty Quinn                   |           |
| 9  | 28 février   | Esther and Abi Ofarim                | Cinderella Rockefella              |           |
| 10 | 6 mars       | Esther and Abi Ofarim                | Cinderella Rockefella              |           |
| 11 | 13 mars      | Esther and Abi Ofarim                | Cinderella Rockefella              |           |
| 12 | 20 mars      | Dave Dee, Dozy, Beaky, Mick and Tich | The Legend of Xanadu               |           |
| 13 | 27 mars      | The Beatles                          | Lady Madonna                       |           |
| 14 | 3 avril      | The Beatles                          | Lady Madonna                       |           |
| 15 | 10 avril     | Cliff Richard                        | Congratulations                    |           |
| 16 | 17 avril     | Cliff Richard                        | Congratulations                    |           |
| 17 | 24 avril     | Louis Armstrong                      | What a Wonderful World / Cabaret   |           |
| 18 | 1er mai      | Louis Armstrong                      | What a Wonderful World / Cabaret   |           |
| 19 | 8 mai        | Louis Armstrong                      | What a Wonderful World / Cabaret   |           |
| 20 | 15 mai       | Louis Armstrong                      | What a Wonderful World / Cabaret   |           |
| 21 | 22 mai       | Gary Puckett & The Union Gap (en)    | Young Girl                         |           |
| 22 | 29 mai       | Gary Puckett & The Union Gap (en)    | Young Girl                         |           |
| 23 | 5 juin       | Gary Puckett & The Union Gap (en)    | Young Girl                         |           |
| 24 | 12 juin      | Gary Puckett & The Union Gap (en)    | Young Girl                         |           |
| 25 | 19 juin      | The Rolling Stones                   | Jumpin' Jack Flash                 |           |
| 26 | 26 juin      | The Rolling Stones                   | Jumpin' Jack Flash                 |           |
| 27 | 3 juillet    | The Equals                           | Baby, Come Back                    |           |
| 28 | 10 juillet   | The Equals                           | Baby, Come Back                    |           |
| 29 | 17 juillet   | The Equals                           | Baby, Come Back                    |           |
| 30 | 24 juillet   | Des O'Connor (en)                    | I Pretend                          |           |
| 31 | 31 juillet   | Tommy James and the Shondells        | Mony Mony                          |           |
| 32 | 7 août       | Tommy James and the Shondells        | Mony Mony                          |           |
| 33 | 14 août      | Crazy World of Arthur Brown          | Fire!                              |           |
| 34 | 21 août      | Tommy James and the Shondells        | Mony Mony                          |           |
| 35 | 28 août      | The Beach Boys                       | Do It Again                        |           |
| 36 | 4 septembre  | The Bee Gees                         | I've Gotta Get a Message to You    |           |
| 37 | 11 septembre | The Beatles                          | Hey Jude                           |           |
| 38 | 18 septembre | The Beatles                          | Hey Jude                           |           |
| 39 | 25 septembre | Mary Hopkin                          | Those Were the Days                |           |
| 40 | 2 octobre    | Mary Hopkin                          | Those Were the Days                |           |
| 41 | 9 octobre    | Mary Hopkin                          | Those Were the Days                |           |
| 42 | 16 octobre   | Mary Hopkin                          | Those Were the Days                |           |
| 43 | 23 octobre   | Mary Hopkin                          | Those Were the Days                |           |
| 44 | 30 octobre   | Mary Hopkin                          | Those Were the Days                |           |
| 45 | 6 novembre   | Joe Cocker                           | With a Little Help from My Friends |           |
| 46 | 13 novembre  | Hugo Montenegro                      | The Good, The Bad and The Ugly     |           |
| 47 | 20 novembre  | Hugo Montenegro                      | The Good, The Bad and The Ugly     |           |
| 48 | 27 novembre  | Hugo Montenegro                      | The Good, The Bad and The Ugly     |           |
| 49 | 4 décembre   | Hugo Montenegro                      | The Good, The Bad and The Ugly     |           |
| 50 | 11 décembre  | The Scaffold                         | Lily the Pink                      |           |
| 51 | 18 décembre  | The Scaffold                         | Lily the Pink                      |           |
| 52 | 25 décembre  | The Scaffold                         | Lily the Pink                      |           |

## Classement des albums
| №  | Date          | Artiste                     | Titre                                                              | Référence |
| -- | ------------- | --------------------------- | ------------------------------------------------------------------ | --------- |
| 1  | 7 janvier     | Val Doonican (en)           | Val Doonican Rocks But Gently                                      |           |
| 2  | 14 janvier    | Val Doonican (en)           | Val Doonican Rocks But Gently                                      |           |
| 3  | 21 janvier    | Divers arstistes            | Bande originale du film La Mélodie du bonheur (The Sound of Music) |           |
| 4  | 28 janvier    | The Beatles                 | Sgt. Pepper's Lonely Hearts Club Band                              |           |
| 5  | 4 février     | The Four Tops               | The Four Tops Greatest Hits                                        |           |
| 6  | 11 février    | Diana Ross and the Supremes | Greatest Hits                                                      |           |
| 7  | 18 février    | Diana Ross and the Supremes | Greatest Hits                                                      |           |
| 8  | 25 février    | Diana Ross and the Supremes | Greatest Hits                                                      |           |
| 9  | 3 mars        | Bob Dylan                   | John Wesley Harding                                                |           |
| 10 | 10 mars       | Bob Dylan                   | John Wesley Harding                                                |           |
| 11 | 17 mars       | Bob Dylan                   | John Wesley Harding                                                |           |
| 12 | 24 mars       | Bob Dylan                   | John Wesley Harding                                                |           |
| 13 | 31 mars       | Bob Dylan                   | John Wesley Harding                                                |           |
| 14 | 7 avril       | Bob Dylan                   | John Wesley Harding                                                |           |
| 15 | 14 avril      | Bob Dylan                   | John Wesley Harding                                                |           |
| 16 | 21 avril      | Bob Dylan                   | John Wesley Harding                                                |           |
| 17 | 28 avril      | Bob Dylan                   | John Wesley Harding                                                |           |
| 18 | 5 mai         | Bob Dylan                   | John Wesley Harding                                                |           |
| 19 | 12 mai        | Scott Walker                | Scott 2                                                            |           |
| 20 | 19 mai        | Bob Dylan                   | John Wesley Harding                                                |           |
| 21 | 26 mai        | Bob Dylan                   | John Wesley Harding                                                |           |
| 22 | 2 juin        | Bob Dylan                   | John Wesley Harding                                                |           |
| 23 | 9 juin        | Andy Williams               | Love, Andy                                                         |           |
| 24 | 16 juin       | Otis Redding                | The Dock of the Bay                                                |           |
| 25 | 23 juin       | Small Faces                 | Ogdens' Nut Gone Flake                                             |           |
| 26 | 30 juin       | Small Faces                 | Ogdens' Nut Gone Flake                                             |           |
| 27 | 7 juillet     | Small Faces                 | Ogdens' Nut Gone Flake                                             |           |
| 28 | 14 juillet    | Small Faces                 | Ogdens' Nut Gone Flake                                             |           |
| 29 | 21 juillet    | Small Faces                 | Ogdens' Nut Gone Flake                                             |           |
| 30 | 28 juillet    | Small Faces                 | Ogdens' Nut Gone Flake                                             |           |
| 31 | 4 août        | Tom Jones                   | Delilah                                                            |           |
| 32 | 11 août       | Simon and Garfunkel         | Bookends                                                           |           |
| 33 | 18 août       | Simon and Garfunkel         | Bookends                                                           |           |
| 34 | 25 août       | Simon and Garfunkel         | Bookends                                                           |           |
| 35 | 1er septembre | Simon and Garfunkel         | Bookends                                                           |           |
| 36 | 8 septembre   | Simon and Garfunkel         | Bookends                                                           |           |
| 37 | 15 septembre  | Tom Jones                   | Delilah                                                            |           |
| 38 | 22 septembre  | Simon and Garfunkel         | Bookends                                                           |           |
| 39 | 29 septembre  | Simon and Garfunkel         | Bookends                                                           |           |
| 40 | 6 octobre     | The Hollies                 | Hollies' Greatest                                                  |           |
| 41 | 13 octobre    | The Hollies                 | Hollies' Greatest                                                  |           |
| 42 | 20 octobre    | The Hollies                 | Hollies' Greatest                                                  |           |
| 43 | 27 octobre    | The Hollies                 | Hollies' Greatest                                                  |           |
| 44 | 3 novembre    | The Hollies                 | Hollies' Greatest                                                  |           |
| 45 | 10 novembre   | The Hollies                 | Hollies' Greatest                                                  |           |
| 46 | 17 novembre   | Divers artistes             | BO de La Mélodie du bonheur (The Sound of Music)                   |           |
| 47 | 24 novembre   | The Hollies                 | Hollies' Greatest                                                  |           |
| 48 | 1er décembre  | The Beatles                 | The Beatles                                                        |           |
| 49 | 8 décembre    | The Beatles                 | The Beatles                                                        |           |
| 50 | 15 décembre   | The Beatles                 | The Beatles                                                        |           |
| 51 | 22 décembre   | The Beatles                 | The Beatles                                                        |           |
| 52 | 29 décembre   | The Beatles                 | The Beatles                                                        |           |

## Meilleures ventes de l'année
| Singles | Albums |
| --- | --- |
| 1. The Beatles – Hey Jude 2. Mary Hopkins - Those Were the Days 3. The Beatles – Lady Madonna 4. Tom Jones - Delilah 5. The Rolling Stones - Jumpin' Jack Flash 6. Louis Armstrong - What a Wonderful World / Cabaret 7. Esther & Abi Ofarim - Cinderella Rockefella 8. Hugo Montenegro - The Good, the Bad and the Ugly 9. Gary Puckett and the Union Gap - Young Girl 10. Des O'connor - I Pretend | 1. Divers artistes – Bande originale du film La Mélodie du bonheur (The Sound of Music) 2. The Beatles - The Beatles 3. Bob Dylan - John Wesley Harding 4. Diana Ross and the Supremes - Greatest Hits 5. Compilation - This Is Soul 6. Simon and Garfunkel - Bookends 7. The Hollies - Hollies' Greatest 8. The Four Tops - The Four Tops Greatest Hits 9. Otis Redding - History of Otis Redding 10. Divers artistes - Bande originale du film Le Livre de la jungle (The Jungle Book) |